# Annoying Orange: Kitchen Carnage
Annoying Orange: Kitchen Carnage è un videogioco basato sulla webserie The Annoying Orange. È stato reso disponibile per iPod touch ed iPhone il 7 aprile 2011 ed in HD per iPad il 6 maggio 2011 su iTunes. Il 14 ottobre 2011, insieme all'uscita di un nuovo episodio della serie, il videogioco è stato reso disponibile per sistemi Android sul negozio Amazon.

## Modalità di gioco
L'obiettivo del gioco è di lanciare quanti più frutti o ortaggi in alcuni frullatori accessi, prima della fine del tempo a disposizione. All'inizio del gioco, il giocatore ha a disposizione mele e banane. Dal secondo livello si aggiungono i pomodori, dal terzo livello meloni, dal quarto livello ananas e dal quinto livello fragole. In alcuni momenti del gioco, il giocatore può guadagnare punti extra, cercando di far atterrare i frutti su un tagliere anziché nel frullatore, dove verranno fatti a fette da un coltello, oppure nell'aspiratore della cucina. È inoltre possibile guadagnare maggior tempo lanciando un particolare frutto all'interno della dispensa.

## Accoglienza
Il gioco è stato ben accolto dalla critica. Phillip Levin ha recensito la versione per iPhone del gioco il 29 aprile 2011 dandogli tre stelle, e dicendo "non un brutto gioco, ma neppure qualcosa di cui ci si innamora. A meno che, naturalmente, non siate dei grande fan del personaggio di Annoying Orange; nel qual caso, ci dispiace." Jonathan H. Liu di Common Sense Media gli ha invece dato quattro stelle, giudicandolo però un gioco adatto ai maggiori di tredici anni per i suoi contenuti violenti. Liu ha scritto che il gioco funziona "come l'applicazione Paper Toss", benché, il giocatore debba "puntare i frullatori, i taglieri e gli aspiratori."